# クーア&クレンショー
クーア&クレンショー（Coore&Crenshaw,Inc.）は、米国のゴルフ場の設計・建設会社。

## 概要
- 所在地 : 米国テキサス州
- 代表者 : ビル・クーア（Bill Coore）、ベン・クレンショー（Ben Crenshaw）

## 沿革
- 1986年 : 会社設立

## 設計哲学
ビル・クーアとベン・クレンショーは、ゴルフコース設計に関する古典的書物群 －Golden Age of Architectureについて記述した書物（『Golf architecture in America, its strategy and construction』等）－ に描かれた古典的ゴルフコースに称賛と敬意の念を抱き、1986年に設立した。この会社は「伝統的で戦略的なコースが最も価値が高い」という、彼らが共有する哲学を概念に「最高の芸術性を付与してコースを作ること」を究極目標としている。そして彼らは個人的な経験とロス、マッケンジー、マクドナルド、マクスウェル、ティリングハストといった古典的なコース設計者への称賛とを混ぜ合わせて独自の様式を作り上げている。

## ビル・クーア
ビル・クーアは、パートナーのベン・クレンショーと同様、幼少時代から伝統的なゴルフコースの設計に触れてきた。ノースカロライナ生まれのクーアはドナルド・ロス設計のパインハースト、ウィンストン・セーラムにあるペリー・マクスウェル設計のオールドタウンクラブ（Old Town Club）でよくプレーをしていた。1968年にウェイクフォレスト大学を卒業すると、1972年にはピート・ダイ&アソシエイツでプロのコース設計家としての経歴を開始した。ダイの指導の下、クーアは創造的設計と物理的建設の要素について手ほどきを受けた。ゴルフ設計に関する古典的書物群 － 後にパートナーとなるベン・クレンショーが収集・研究することになった書物 － をクーアに最初に紹介したのもダイだった。これらの本に書かれた情報がその後、クーアとクレンショーのパートナーシップの基礎を形成することになった。
それから10年間、クーアはフロリダ、ノースカロライナ、バージニア各州、カナダ、そしてテキサス州でコースの設計、建設、管理に携わった。
そして1982年、クーアは自分自身の会社を設立し、テキサス州ロックポートのロックポート・カントリークラブ（Rockport Country Club）（1986年発行のUSGAゴルフジャーナルで特集された）、テキサス州コーパスクリスティのキングズ・クロッシング・ゴルフ＆カントリークラブ（Kings Crossing Golf & Country Club）、フランス・ボルドーのゴルフ・ドゥ・メドック（Golf du Medoc）（最近、フランスの優良コースベスト10の1つ、欧州のトップ50コースの1つに選ばれた）を完成させた。
現在、ビル・クーアと妻のスーはアリゾナ州スコッツデールに住んでいる。

## ベン・クレンショー
PGAプロフェッショナルゴルファーでもあるベン・クレンショーは長年、歴史家および伝統主義者として知られてきた。16歳の時にマサチューセッツ州ブルックラインのザカントリークラブを見てコース設計に憧れを抱くようになった。クレンショーは長年の研究と、30年余りのゴルフ選手生活で成し遂げた1984年と1995年のマスターズ優勝を含む19回のPGAツアー優勝の経験からゴルフの機微を深く理解している。また、ゴルフツアー参戦によりクレンショーは世界の最も有名なコースの多くを訪れ、それぞれの設計や建設技術について時間をかけて分析することができた。そしてコース設計事業への関与によってクレンショーは「古典的スタイルの品質の高いコースの創造」という一生の目標に近づきつつある。クーア＆クレンショーの設立前、クレンショーは毎年開催されるAT&Tバイロン・ネルソン選手権開催地であるテキサス州アービング・ラスコリナスのTPCフォーシーズンズ ラスコリナス（TPC Four Seasons Las Colinas）のコース設計、建設に選手として助言役を務めた。
テキサス州に生まれテキサス大学で学んだクレンショーは、現在もオースティンで妻のジュリー、娘のキャサリン、クレア、そしてアナ・ライリーと住んでいる。

## 受賞歴
米国ゴルフマガジン社（GOLF Magazine）が隔年に選定するGOLF Magazine's Top 100 Coursesランキングでは、設計／建設に携わったコースが多数ランクインした。
- Top 100 Courses in the World 2017年度版 : 8コース選定
- Top 100 Courses in the U.S. 2017年度版 : 10コース選定

2017 GOLF Magazine's Top 100 Courses in the World
- 13位  サンドヒルズ（Sand Hills Golf Club）ネブラスカ州
- 18位 パインハーストNo.2（Pinehurst No.2)ノースカロライナ州（オリジナル：ドナルド・ロス）
- 32位 リビエラ（Riviera Country Club）カリフォルニア州（オリジナル：ジョージ・トーマス）
- 33位 フライアーズヘッド（Friar's Head）ニューヨーク州
- 39位 シャンキンベイ（Shanqin Bay Golf Club）中国・海南島
- 50位 キャボットクリフ（Cabot Cliff）カナダ・ノバスコシア州
- 70位 メイドストーン（Maidstone Club）ニューヨーク州（オリジナル：ウィリー・ダン）
- 85位 ロストファーム・アット・バーンボーグルデューンズ（Lost Farm at Barnbougle Dunes）オーストラリア・タスマニア州

2017 GOLF Magazine's Top 100 Courses in the U.S.
- 9位  サンドヒルズ（Sand Hills Golf Club）ネブラスカ州
- 10位 パインハーストNo.2（Pinehurst No.2)ノースカロライナ州（オリジナル：ドナルド・ロス）
- 20位 リビエラ（Riviera Country Club）カリフォルニア州（オリジナル：ジョージ・トーマス）
- 21位 フライアーズヘッド（Friar's Head）ニューヨーク州
- 35位 メイドストーン（Maidstone Club）ニューヨーク州（オリジナル：ウィリー・ダン）
- 46位 バンドントレイルズ（Bandon Trails）オレゴン州
- 47位 ストリームソング・レッド（Streamsong Red）フロリダ州
- 50位 オールドサンドウィッチ（Old Sandwich Golf Club）マサチューセッツ州
- 52位 サンドバレー（Sand Valley Golf Resort）
- 59位 オールドタウンクラブ（Old Town Club）ノースカロライナ州（オリジナル：ペリー・マクスウェル）

## 設計ゴルフ場
- Barton Creek Resort & Spa (Austin, Texas) (1991)
- Kapalua Plantation Course (Maui, Hawaii) (1991)
- Sand Hills Golf Club (Mullen, Nebraska) (1995)
- Warren Golf Course at Notre Dame (Notre Dame, Indiana) (1995)
- Klub Rimba Irian (Kuala Kencana, Indonesia) (1996)
- The Golf Club at Cuscowilla (Eatonton, Georgia) (1996)
- Talking Stick Golf Club (Scottsdale, Arizona) (1997)
- East Hampton Golf Club (East Hampton, New York) (2000)
- Chechessee Creek Club (Okatie, South Carolina) (2000)
- Austin Golf Club (Austin, Texas) (2001)
- Hidden Creek Golf Club (Egg Harbor Township, New Jersey) (2002)
- Friar's Head (Baiting Hollow, New York) (2002)
- Old Sandwich Golf Club (Plymouth, Massachusetts) (2004)
- We-Ko-Pa Golf Club "Saguaro Course" (Fort McDowell, Arizona) (2005)
- Bandon Trails（Bandon, Oregon) (2005)
- Sugarloaf Mountain (Lake Apopka, Florida) (2006)
- Colorado Golf Club (Parker, Colorado) (2006)
- Clear Creek Tahoe (Lake Tahoe, Nevada) (2009)
- The Dormie Club (Pinehurst, North Carolina) (2011)
- Lost Farm at Barnbougle Dunes (Bridport, Tasmania Australia) (2011)
- Bandon Preserve (Bandon, Oregon) (2012)
- Shanqin Bay Golf Club (Bo'ao, Hainan Island, China) (2013)
- Streamsong Red (Fort Meade, Florida) (2013)
- Trinity Forrest (Dallas, Texas) (2016)
- Cabot Cliffs (Nova Scotia, Canada )
- Sand Valley (Northern, Wisconsin) (2017)
- Ozarks National (Branson, Missouri) (2017-)
- Farmington Country Club (Charlottesville, Va) (2017-)

## 9ホール増設したゴルフ場
- Southern Hills Country Club (Tulsa, Oklahoma) (1992) 9 Hole West Course Addition
- Onion Creek Club (Austin, Texas) (1996) 18 Hole Renovation & 9 Hole Addition

## 改修したゴルフ場
- Houston Country Club (Houston, Texas) (1986)
- Riviera Country Club (Pacific Palisades, California) (1993)
- Brook Hollow Golf Club (Dallas, Texas) (1993)
- Hot Springs CC "The Arlington Course" (Hot Springs National Park, Arkansas) (1994)
- Shady Oaks Country Club (Fort Worth, Texas) (1995)
- Lakewood Country Club (Dallas, Texas) (2003)
- Prairie Dunes (Hutchinson, Kansas) (2004)
- Wykagyl Country Club (New Rochelle, New York) (2006)
- Pinehurst No.2 (Village of Pinehurst, North Carolina) (2012)
- Old Town Country Club (Winston-Salem, North Carolina) (2013)
- Maidstone Club (East Hampton, New York) (2013 & 2016)
- Yokohama Country Club 横浜カントリークラブ  (Kanagawa, Japan) (2016)